# Raumbild-Verlag
Raumbild-Verlag (Raumbild) fue un equipo editorial alemán que se centró exclusivamente en imágenes estereoscópicas, generalmente acompañadas de texto expositivo. Fundada en Dießen en la década de 1930 por Otto Wilhelm Schönstein (1891-1958), Raumbild produjo pares estéreo fotográficos de 6x13 cm diseñados para ser utilizados con el visor plegable "Photoplastikon" patentado producido por la compañía, algunos de los cuales presentaban lentes Zeiss Jena. Alineándose rápidamente con el brazo de propaganda del NSDAP, Raumbild se movió varias veces antes de establecerse en Múnich en 1939. Después de la derrota de Alemania en la Segunda Guerra Mundial, Raumbild cambió de dirección en términos de contenido, sin dejar de centrarse en temas relevantes para la identidad alemana. En 1996, el Museo Histórico Alemán obtuvo los archivos restantes de Raumbild, que ahora están disponibles para los investigadores.

## Fundador
Otto Wilhelm Schönstein nació en Núremberg en 1891, y en sus primeros años se convirtió en comerciante textil. Estaba fascinado por la fotografía estereoscópica, y en sus primeros 40 años decidió hacer la transición de aficionado a proveedor profesional de imágenes estereoscópicas. Después de la Segunda Guerra Mundial, Schönstein fue juzgado y puesto en libertad por su complicidad en la propaganda nacionalsocialista; vivió en relativa oscuridad, publicando nuevos sets de estéreo de 6x13 cm con seudónimos hasta su muerte en 1958.

## Establecimiento, esfuerzos tempranos y asociación con el nacionalsocialismo
Schönstein incorporó Raumbild el 14 de enero de 1935. Aunque sus primeros esfuerzos de publicación fueron fracasados debido a las críticas negativas de Reichsstelle zur Forderung des deutschen Schrifttums, su trabajo posterior con Raumbild a mediados de la década de 1930 y hasta mediados de la década de 1940 fue muy popular en Alemania. El país fue arrastrado por el fervor nacionalista; Schönstein capitalizaría esto en sus obras después de cambiar su enfoque de fotografía de viajes a temas germánicos. Rápidamente llamó la atención del Partido Nacionalsocialista, y su compañía se convirtió en un brazo fotográfico de facto del Ministerio de Propaganda del Partido. Esta asociación condujo a un acceso sin precedentes para Schönstein y sus empleados y colaboradores, comenzando con los Juegos Olímpicos de Berlín de 1936 en los que colaboró con Leni Riefenstahl. La colección de libros y estereógrafos resultante, Die Olympischen Spiele, fue un éxito comercial, momento en el cual Heinrich Hoffmann, el fotógrafo personal de Adolf Hitler, se convirtió en un socio silencioso con una participación del 50% en Raumbild para una inversión inicial de 5,000 RM y 10,000 RM préstamo. Hoffmann se convirtió en el fotógrafo oficial, mientras que Schönstein, considerado como un lente inferior, seleccionó y produjo los diversos sets lanzados por la compañía. Esta asociación consolidó una relación de larga data entre Raumbild y el Tercer Reich que duró hasta el final de la Segunda Guerra Mundial, aunque la producción de nuevos materiales cesó en 1942 ya que los esfuerzos de guerra dificultaron la continuación de la fotografía. 

## Actividades de posguerra
Después de la guerra, Raumbild dejó de producir materiales relacionados con el NSDAP. Durante la desnazificación, que continuó hasta 1953, Schönstein continuó creando fotografías y conjuntos fotográficos; Después de un período de prueba de 6 meses en 1946 relacionado con su colusión con el Tercer Reich, Raumbild reanudó la producción. Schönstein produjo sets con la intención de vender a las fuerzas de ocupación estadounidenses; Esto proporcionó la mayor parte de sus ingresos durante el resto de su vida. En 1951, la mayoría de los activos de Schönstein fueron confiscados como un juicio contra sus acciones durante la Guerra; sin embargo, produciría uno de sus trabajos principales finales a través de Raumbild, cubriendo los Juegos Olímpicos de 1952. Durante este período, Raumbild publicaba principalmente las obras de otros fotógrafos, principalmente en color, y el tema abarcaba desde paisajes hasta arquitectura y desnudos. A principios de 1958, Raumbild fue declarado difunto, y Schönstein tendría que vender; la compañía pasó a Siegfried Brandmüller, un exempleado de Schönstein que dirigiría la compañía durante los próximos 27 años. Brandmüller, de 23 años, mantuvo a Schönstein como empleado, lo que avergonzó mucho al ex gigante de Raumbild; moriría solo seis meses después. Después de algunos éxitos iniciales de Brandmüller, Raumbild permaneció inactivo durante mucho tiempo, aunque se hicieron varios intentos para relanzar la compañía; todo esto falló. Raumbild se dobló definitivamente a mediados de la década de 1980. Los archivos de Raumbild (fuera de los confiscados por el gobierno estadounidense y ahora en el dominio público) cambiaron de manos varias veces y ahora son propiedad del Museo Histórico Alemán.

## Publicaciones
Es difícil producir una lista definitiva de la producción de Raumbild, ya que algunos trabajos se produjeron en ediciones extremadamente pequeñas, y numerosos fabricantes más pequeños asociaron el nombre de Raumbild a conjuntos no autorizados que no están afiliados a la compañía. A continuación se muestra una lista parcial de obras conocidas producidas por Raumbild-Verlag. Debido a que las vistas de Raumbild están diseñadas para un tipo específico de visor, no se pueden transponer directamente en anaglifos; se requiere algo de cultivo.

### Primeras obras
- 1935, Venedig, ein Raumerlebnis ("Venecia, una experiencia espacial"), una serie de viajes sobre Venecia, que fue rechazada por el Ministerio de Propaganda del NSDAP Fotógrafos: Schönstein, Kurt Lothar Tank
- 1935, Serie sin nombre sobre Roma y el Vaticano, nunca completada 

### Propaganda nacionalsocialista
- 1936, Die Olympischen Spiele ("Los Juegos Olímpicos"), un juego de 100 cartas y un libro con los Juegos Olímpicos de verano de 1936 en Berlín, así como los Juegos Olímpicos de Invierno y la Olimpiada de Ajedrez. Fotógrafos: Schönstein, Heinrich Hoffmann
- 1936, Münchner Karneval ("Carnaval de Múnich "), un conjunto de 10 cartas. Fotógrafo: Schönstein 
- 1936, Reichsparteitag der Ehre ("Partido de Honor del Reich"), un conjunto de 100 cartas y un libro centrado en el Congreso de Núremberg de 1936. Fotógrafo: H. Hoffmann 
- 1937, Tag der Deutschen Kunst ("Día del Arte Alemán"), un juego de 100 cartas y un libro que muestra obras de arte alemanas. Fotógrafo: H. Hoffmann 
- 1937, Die Weltausstellung Paris 1937 ("La Feria Mundial de París 1937"), un juego de 100 cartas y un libro con la Feria Mundial de 1937 . Fotógrafo: H. Hoffmann 
- 1937, Reichsparteitag der Arbeit ("Partido del Trabajo del Reich"), un juego de 100 cartas y un libro con el Congreso de Nuremberg de 1937. Fotógrafo: H. Hoffmann 
- 1938, Deutsche Gaue ("Autoridad Alemana"), un conjunto de 100 cartas y un libro centrado en la identidad alemana, principalmente con imágenes patrióticas alemanas de paisajes y arquitectura. Fotógrafo: H. Hoffmann 
- 1938, HITLER / MUSSOLINI: der Staatsbesuch des Führers en Italia ("La visita estatal del líder en Italia"), un juego de 100 cartas y un libro sobre la visita oficial de Adolf Hitler a la Italia de Mussolini. Fotógrafo: H. Hoffmann 
- 1939, Großdeutschlands Wiedergeburt - Weltgeschichtliche Stunden an der Donau ("Renacimiento Gran Alemania - Horas históricas mundiales en el Danubio"), un juego de 120 cartas y un libro que conmemora la reunificación de Alemania y Austria. Fotógrafo: H. Hoffmann 
- 1938, Parteitag Großdeutschland ("Partido del Congreso de la Gran Alemania"), un conjunto de 100 cartas y un libro centrado en el Congreso de Núremberg de 1938. Fotógrafo: H. Hoffmann 
- 1939, Der Traditionsgau München-Oberbayern ("El Múnich y la Alta Baviera tradicionales"), un conjunto y libro de 100 cartas muy limitado que se centra en la sede del poder para el Tercer Reich, dado a los miembros de élite del Partido. Fotógrafo: H. Hoffmann 
- 1939, Der Erste Großdeutsche Reichskriegertag ("El primer día de veteranos de la guerra del estado mayor alemán"), un juego de 100 cartas y un libro con una celebración militar en Kassel. Fotógrafo: H. Hoffmann 
- 1939, Die Soldaten des Führers im Felde - Der Feldzug en Polen 1939 ("Los soldados del Führer en el campo - La campaña en Polonia 1939"), un conjunto de 100 cartas y un libro centrado en la invasión de la Wehrmacht en Polonia. Fotógrafos: H. Hoffmann y Hugo Jäger
- 1940, Der Kampf im Westen ("La lucha en el oeste"), un set de 100 cartas y un libro con fotografía de batalla después de la captura de Polonia. Fotógrafos: desconocidos (varios) Existe una versión rara de finales de 1944 de esta publicación que eliminó una fotografía de Erwin von Witzleben después del fallido complot del 20 de julio. 
- 1942, Die Kriegsmarine ("La Marina de Guerra"), un juego de 100 cartas y un libro que cubre la destreza naval alemana antes y durante la Guerra. Fotógrafos: desconocidos (varios) 
- 1942, Fliegen und Siegen ("Volar y Victoria"), un conjunto de 100 cartas y un libro que cubre la Luftwaffe alemana antes y durante la Guerra. Fotógrafos: desconocidos (varios) 

### Producciones de posguerra
- 1949, Martin's Kunstmappen ("Carpetas de arte de Martin"), Serie I: Desnudos al aire libre (juego de 20 cartas), serie II: Desnudos interiores (juego de 20 cartas). Fotógrafo: Hans S. Martin 
- 1952, Deutsche Fußball-Olympiamannschaft im Wettstreit der Nationen ("Equipo olímpico de fútbol alemán en la competición de naciones"), un conjunto de 50 cartas con el equipo de fútbol alemán en los Juegos Olímpicos de 1952. Fotógrafo: Schönstein. 
- 1952, Stadt und Landschaft der US-Zone. ("Zona ocupada de EE. UU. de Alemania"), juego de 120 cartas y libro con Alemania durante la desnazificación. Fotógrafo: desconocido 
- 1959, Grock lacht über Gracht. Conjunto de 30 tarjetas en caja con el famoso payaso suizo Grock. Fotógrafo: Kurt Gelsner.